# لوئیزا سالا
لوئیزا سالا (انگلیسی: Luisa Sala; ۱ ژانویهٔ ۱۹۲۳ – ۱ ژانویهٔ ۱۹۸۶) بازیگر اهل اسپانیا بود. از فیلم‌ها یا برنامه‌های تلویزیونی که وی در آن نقش داشته است می‌توان به ۲۴ ساعت در زندگی یک زن، لاکی مرموز، و از مادرید تا بهشت اشاره کرد.